# US (omnisportvereniging)
US (voluit: Universitaire Sportvereniging) is een omnisportvereniging in Amsterdam. US is opgericht in 1950 waarbij in de loop der tijd steeds nieuwe afdelingen zijn opgericht en andere afdelingen zelfstandig zijn verdergegaan. De omnisportvereniging bestaat uit afdelingen voor volleybal, badminton, basketbal, handbal en tafeltennis.
Van oorsprong is US een studentenvereniging, maar halverwege de jaren tachtig is de strikte binding met de Universiteit van Amsterdam (UvA) verbroken. Op dit moment zijn veel leden student of afgestudeerd aan een van de Amsterdamse hogescholen of universiteiten.

## Volleybal
US Volleybal heeft in het verleden op het hoogste niveau gespeeld en zelfs spelers geleverd aan het nationaal team. Bekende spelers uit het verleden van US zijn onder andere Bert Aalbers, Geert Uffen en Ursul de Geer.
Het eerste damesteam speelt in de topdivisie, het eerste herenteam speelt in de 2e divisie. In totaal heeft de afdeling rond de 200 leden, verdeeld over 11 damesteams en 8 herenteams. Thuiswedstrijden worden gespeeld in de Amstelcampus te Amsterdam.
In 2003 zijn leden van US met een aparte afdeling US Jeugd gestart. Momenteel heeft US Jeugd ongeveer 85 jeugdleden variërend in de leeftijd van 6 tot 18 jaar.

## Handbal
Anno 2025, speelt het eerste damesteam in de eerste divisie en het eerste herenteam in de tweede divisie. De afdeling heeft 6 dames- en 5 herenteams. De thuiswedstrijden worden gespeeld in Sporthallen Zuid, de Amstelcampushal of Sporthal De Pijp.
De ereleden van US Handbal zijn Peter de Haan (1990) en Herman ten Napel (2010).